# Irina Jurjewna Skladnewa
Irina Jurjewna Skladnewa (russisch Ирина Юрьевна Складнева; * 4. Februar 1974 in Perm) ist eine ehemalige russische Skilangläuferin.

## Werdegang
Skladnewa startete international erstmals bei den Junioren-Skiweltmeisterschaften 1993 in Harrachov. Dort gewann sie über 15 km Freistil und mit der Staffel jeweils die Goldmedaille. Im folgenden Jahr holte sie bei den Junioren-Skiweltmeisterschaften in Breitenwang die Bronzemedaille über 15 km Freistil und die Goldmedaille über 5 km klassisch. Ihr erstes von insgesamt 46 Weltcupeinzelrennen absolvierte sie im Januar 1997 in Kawgolowo, das sie auf dem 32. Platz über 15 km Freistil beendete. In der Saison 1997/98 kam sie fünfmal in die Punkteränge und belegte damit den 21. Platz im Gesamtweltcup. Zudem erreichte sie mit dem dritten Platz in Lahti mit der Staffel und in Falun zusammen mit Olga Danilowa im Teamsprint ihre erste Podestplatzierungen im Weltcup. In der folgenden Saison errang sie mit fünf Platzierungen in den Punkterängen den 25. Platz im Gesamtweltcup. Dabei erreichte sie in Nové Město mit dem neunten Platz über 15 km Freistil ihre erste Top-Zehn-Platzierung im Weltcupeinzel. Zudem wurde sie in Falun und in Oslo jeweils Zweite mit der Staffel.
Zu Beginn der Saison 1999/2000 holte Skladnewa in Kiruna mit der Staffel ihren einzigen Weltcupsieg und errang in Asiago zusammen mit Julija Tschepalowa den dritten Platz im Teamsprint. Im weiteren Saisonverlauf kam sie im Weltcupeinzel viermal unter die ersten Zehn und erreichte zum Saisonende mit dem 12. Platz im Gesamtweltcup ihr bestes Gesamtergebnis im Weltcup. Außerdem lief sie in der Saison in Nové Město, Falun und Lahti jeweils auf den zweiten Platz mit der Staffel. Nach Platz drei in Clusone zusammen mit Olga Moskalenka im Teamsprint und Rang zwei über 5 km klassisch beim Continental-Cup in Campra zu Beginn der Saison 2000/01, startete sie im Marathon-Cup. Dabei gewann sie den Marcialonga und errang beim Finlandia-hiihto und beim Engadin Skimarathon jeweils den zweiten Platz. Zum Saisonende belegte sie damit den zweiten Platz in der Gesamtwertung. Im Dezember 2001 kam sie im Continental-Cup in Goms auf den zweiten Platz über 5 km Freistil und holte dort über 10 km Freistil ihren einzigen Sieg in dieser Rennserie. Ihr letztes Weltcuprennen lief sie im Oktober 2002 in Düsseldorf, das sie auf dem 45. Platz im Sprint beendete.

## Erfolge

### Siege bei Weltcuprennen

#### Weltcupsiege im Team
| Nr. | Datum             | Ort    | Disziplin          |
| --- | ----------------- | ------ | ------------------ |
| 1.  | 28. November 1999 | Kiruna | 4 × 5 km Staffel 1 |

### Siege bei Continental-Cup-Rennen
| Nr. | Datum            | Ort  | Disziplin      | Serie           |
| --- | ---------------- | ---- | -------------- | --------------- |
| 1.  | 9. Dezember 2001 | Goms | 10 km Freistil | Continental-Cup |

### Siege bei Worldloppet-Cup-Rennen
Anmerkung: Vor der Saison 2015/16 hieß der Worldloppet Cup noch Marathon Cup.
| Nr. | Datum           | Ort           | Rennen      | Disziplin                  |
| --- | --------------- | ------------- | ----------- | -------------------------- |
| 1.  | 28. Januar 2001 | Val di Fiemme | Marcialonga | 45 km Freistil Massenstart |

## Platzierungen im Weltcup

### Weltcup-Statistik
Die Tabelle zeigt die erreichten Platzierungen im Einzelnen.
- 1.–3. Platz: Anzahl der Podiumsplatzierungen
- Top 10: Anzahl der Platzierungen unter den ersten zehn
- Punkteränge: Anzahl der Platzierungen innerhalb der Punkteränge
- Starts: Anzahl gelaufener Rennen in der jeweiligen Disziplin
- Hinweis: Bei den Distanzrennen erfolgt die Einordnung gemäß FIS.

| Platzierung         | Distanzrennen a | Distanzrennen a | Distanzrennen a | Distanzrennen a | Distanzrennen a | Skiathlon Verfolgung | Sprint | Etappen- rennen b | Gesamt | Team c | Team c  |
| Platzierung         | ≤ 5 km          | ≤ 10 km         | ≤ 15 km         | ≤ 30 km         | > 30 km         | Skiathlon Verfolgung | Sprint | Etappen- rennen b | Gesamt | Sprint | Staffel |
| ------------------- | --------------- | --------------- | --------------- | --------------- | --------------- | -------------------- | ------ | ----------------- | ------ | ------ | ------- |
| 1. Platz            |                 |                 |                 |                 |                 |                      |        |                   |        |        | 1       |
| 2. Platz            |                 |                 |                 |                 |                 |                      |        |                   |        |        | 5       |
| 3. Platz            |                 |                 |                 |                 |                 |                      |        |                   |        | 3      | 1       |
| Top 10              |                 | 2               | 2               |                 | 1               | 1                    | 1      |                   | 7      | 4      | 9       |
| Punkteränge         | 7               | 5               | 6               | 2               | 2               | 4                    | 7      |                   | 33     | 4      | 10      |
| Starts              | 10              | 7               | 9               | 2               | 2               | 5                    | 11     |                   | 46     | 4      | 10      |
| Stand: Karriereende |                 |                 |                 |                 |                 |                      |        |                   |        |        |         |

### Weltcup-Gesamtplatzierungen
| Saison    | Gesamt | Gesamt | Langdistanz            | Langdistanz             | Sprint | Sprint |
| Saison    | Punkte | Platz  | Punkte                 | Platz                   | Punkte | Platz  |
| --------- | ------ | ------ | ---------------------- | ----------------------- | ------ | ------ |
| 1997/98   | 133    | 21.    | 37                     | 23.                     | 96     | 19.    |
| 1998/99   | 94     | 25.    | 49                     | 23.                     | 45     | 38     |
| 1999/2000 | 315    | 12.    | 77 178 (Mitteldistanz) | 16. 13. (Mitteldistanz) | 60     | 25.    |
| 2000/01   | 90     | 38.    | –                      | –                       | 37     | 36.    |
| 2001/02   | 3      | 96.    | –                      | –                       | 3      | 66.    |